# Tornado-Outbreak vom 23.–25. Dezember 2015
Der Tornado-Outbreak vom 23. bis 25. Dezember 2015 war der erste von zwei Tornadoausbrüchen, die im Dezember 2015 überwiegend im Mittleren Westen und den Südstaaten abliefen. Eine Reihe von Superzellen erzeugte Tornados vor allem im nördlichen Teil des Bundesstaates Mississippi und dem zentralen Teil von Tennessee, wodurch mindestens 13 Personen getötet und zahlreiche weitere verletzt wurden. Nordwärts erstreckte sich der Tornadoausbruch bis nach Indiana und Michigan.

## Meteorologische Zusammenfassung
Am Abend des 23. Dezember beeinflusste ein signifikanter Tornadoausbruch den Mittleren Westen und die Südstaaten und erzeugte Tornados vor allem in Illinois, Indiana, Mississippi, Alabama und Tennessee. Einer der ersten Tornados der Serie war ein EF1-Tornado, der in Greenwood, Indiana aufsetzte und mehrere Häuser schwer beschädigte. Ein anderer Tornado verursachte in Noblesville, einem Vorort von Indianapolis, Schäden an Häusern. In Illinois beschädigte unweit von Sciota ein Tornado mehrere Nebengebäude und entwurzelte Bäume. Teil des Ausbruchs war auch der einzige bekannte Touchdown eines Hurrikans in Michigan in einem Dezember; der EF1-Tornado traf auf einen Vorort von Detroit. Dort, in Canton, entstanden wesentliche Schäden an Fahrzeugen, einem Industriepark und einer Tankstelle. Weiter südlich zerstörte ein EF2-Tornado in der Nähe von Marianna, Arkansas mehrere Mobilhomes und deckte Häuser ab. Ein großer EF3-Tornado setzte schließlich südlich von Clarksdale, Mississippi auf; zwei Personen wurden hier getötet und etwa 15 Häuser zerstört oder schwer beschädigt. Der Tornado zog nach Nordosten weiter, zerbrach Bäume und zerstörte Häuser in der Nähe von Marks und Como, bevor er sich auflöste. Derselben Superzelle entstammt noch ein weiterer Tornado östlich von Como. Dieser EF4-Tornado traf auf Holly Springs, wo durch die Auswirkungen zwei Personen getötet wurden, eine Motorsportanlage und viele Häuser zerstört wurden. Mehrere weitere Personen wurden entlang des weiteren Pfads dieses Tornados bei Ashland getötet, wo der Tornado mehrere Häuser zerstörte und den Straßenbelag aufriss. Der Holly-Springs-Tornado erreichte schließlich das Staatsgebiet von Tennessee und verursachte dort schwere Schäden bei Middleton, bevor er mehrere Häuser in der Gegend von Selmer zerstörte und 10 Personen tötete, bevor er sich auflöste. Ein weiterer destruktiver EF3-Tornado traf nach Einbruch der Dunkelheit den kleinen Ort Lutts und zerstörte mehrere Wohnhäuser sowie eine Kirche und machte das Postamt des Orts dem Erdboden gleich. Signifikante Tornadoaktivität setzte sich in der Nacht in Teilen von Mississippi und Tennessee fort, darunter mit einem EF2-Tornado, der bei Linden, Tennessee ein älteres Paar in ihrem kleinen unverankerten Haus tötete. Am 24. Dezember kamen durch den Ausbruch mindestens acht Personen um und zahlreiche wurden verletzt. Am 24. und 25. Dezember war die Tornadoaktität nur vereinzelt, darunter ein Tornado am oberen Ende der Kategorie EF2, der am Weihnachtstag im südwestlichen Teil von Birmingham, Alabama große Schäden anrichtete.

## Bestätigte Tornados
| Bestätigt Total | Bestätigt EF0 | Bestätigt EF1 | Bestätigt EF2 | Bestätigt EF3 | Bestätigt EF4 | Bestätigt EF5 |
| 38              | 12            | 18            | 5             | 2             | 1             | 0             |

### Ereignis vom 23. Dezember
| EF# | Ort                                            | County / Parish                                                                 | S      | Koordinate Beginn                             | Zeit (UTC) | Pfadlänge | Max. Weite | Schaden    | Zusammenfassung | Beleg(e)                                  |
| --- | ---------------------------------------------- | ------------------------------------------------------------------------------- | ------ | --------------------------------------------- | ---------- | --------- | ---------- | ---------- | --- | ----------------------------------------- |
| EF0 | SSW von Moncks Corner                          | Berkeley                                                                        | SC     | 33° 9′ 14″ N, 80° 1′ 31″ W                    | 0827–0828  | 0,3 km    | 90 m       | 18.000     | Kurzer Tornado, der einen Schuppen zerstörte sowie Holzpaletten und Dachdeckmaterial umherwirbelte; das Dach des Schuppens wurde 100 m weit verfrachtet. | [ 8 ]                                     |
| EF1 | OSO von Bee Branch                             | Van Buren                                                                       | AR     | 35° 26′ 4″ N, 92° 20′ 27″ W                   | 1420–1421  | 0,29 km   | 70 m       | 80.000     | kurzer und schwacher Tornado, der östlich von Bee Branch ein Haus zerstörte und ein Holzstück in die Seitenwand eines Hauses trieb | [ 9 ]                                     |
| EF1 | OSO von Van Buren                              | Carter                                                                          | MO     | 36° 55′ 11″ N, 90° 55′ 58″ W                  | 1543–1551  | 10 km     | 90 m       | 90.000     | Ein altes Schulhaus wurde fast vollständig zerstört und hunderte von Bäumen brachen entzwei oder wurden entwurzelt. | [ 10 ]                                    |
| EF1 | W von Mill Spring                              | Wayne                                                                           | MO     | 37° 4′ 12″ N, 90° 46′ 21″ W                   | 1556–1559  | 4,75 km   | 45 m       | 5.000      | Mehrere Bäume abgebrochen oder entwurzelt, große Äste abgebrochen | [ 11 ]                                    |
| EF1 | NO von Patterson                               | Wayne                                                                           | MO     | 37° 11′ 6″ N, 90° 33′ 49″ W                   | 1608–1612  | 4,89 km   | 70 m       | 50.000     | Viele Bäume wurden abgebrochen oder entwurzelt. | [ 12 ]                                    |
| EF0 | O von Ava                                      | Jackson                                                                         | IL     | 37° 52′ 48″ N, 89° 28′ 54″ W                  | 1715–1721  | 10 km     | 45 m       | 5.000      | zahlreiche Bäume gebrochen oder entwurzelt | [ 13 ]                                    |
| EF1 | O von Pinckneyville bis Tamaroa                | Perry                                                                           | IL     | 38° 4′ 48″ N, 89° 17′ 50″ W                   | 1723–1729  | 8,1 km    | 180 m      | 175.000    | Zahlreiche Bäume brachen oder wurden entwurzelt, mehrere Scheunen wurden stark beschädigt und bei mehreren Häusern kam es zu unterschiedlich starken Dachschäden. | [ 14 ]                                    |
| EF1 | SW von Albion                                  | Wayne Edwards                                                                   | IL     | 38° 21′ 0″ N, 88° 11′ 22″ W                   | 1830–1836  | 6,89 km   | 90 m       | 13.000     | Einige Bäume wurden entwurzelt, einige weitere zerbrochen. Das Dach eines Wohnhauses wurde teilweise abgedeckt und das Dach einer Scheune beschädigt. | [ 15 ] [ 16 ]                             |
| EF1 | NW von Carmi                                   | White                                                                           | IL     | 38° 4′ 48″ N, 88° 11′ 51″ W                   | 1832–1835  | 2,54 km   | 90 m       | 75.000     | Bäume wurden entwurzelt oder abgebrochen. | [ 17 ]                                    |
| EF1 | Greenwood                                      | Johnson                                                                         | IN     | 39° 36′ 22″ N, 86° 9′ 50″ W                   | 2042–2043  | 0,5 km    | 40 m       | 250.000    | Drei Häuser wurden beschädigt und mehrere Bäume entwurzelt. | [ 18 ]                                    |
| EF3 | NNO von Shelby bis O von Como                  | Bolivar, Coahoma, Quitman, Panola                                               | MS     | 34° 0′ 9″ N, 90° 42′ 45″ W                    | 2054–2157  | 99,09 km  | 730 m      | 2.354.000  | 2 Tote, 21 Verletzte – Leitungsmasten wurden bei Shelby während EF0-Stärke des Tornados umgerissen, bevor er bei Clarksdale EF3-Stärke erreichte, wo er Bäume ausriss und Holzrahmenhäuser und Mobile Homes von ihren Fundamenten wehte. Flugzeuge und Metallgebäude auf einem Flugplatz in dieser Region wurden zerstört. EF1-Baumschäden traten auf bei Marks und Sledge, bevor der Tornado erneut am oberen Ende der EF3-Stufe zwischen Como und Sardis, wo ein kleines Backsteingebäude vollständig dem Erdboden gleichgemacht wurde. Danach löste sich der Tornado östlich von Como auf. | [ 19 ] [ 20 ] [ 21 ] [ 22 ]               |
| EF1 | Noblesville                                    | Hamilton                                                                        | IN     | 40° 0′ 58″ N, 86° 4′ 18″ W                    | 2055–2057  | 1,1 km    | 130 m      | 50.000     | Ein Mobile Home wurde umgeworfen und zerstört und ein Trampolin wurde gegen einen Briefkasten geblasen. | [ 23 ]                                    |
| EF2 | S von Marianna                                 | Lee                                                                             | AR     | 34° 29′ 38″ N, 90° 46′ 27″ W                  | 2057–2102  | 7,48 km   | 90 m       | 100.000    | Der Tornado zerlegte Getreidebunker, deckte das Dach eines Backsteinhauses ab, zerstörte ein Mobile Home und beschädigte Hütten. | [ 24 ]                                    |
| EF1 | WNW Williamstown                               | Rush, Decatur                                                                   | IN     | 39° 27′ 7″ N, 85° 28′ 58″ W                   | 2113–2115  | 1,26 km   | 50 m       | 25.000     | Der Tornado zerlegte einen Weizensilo, deckte ein Haus ab, zerstörte ein Mobile Home und beschädigte mehrere Hütten. | [ 25 ] [ 26 ]                             |
| EF0 | S von Pueblo                                   | Spencer                                                                         | IN     | 37° 48′ 20″ N, 87° 7′ 10″ W                   | 2139–2142  | 3,2 km    | 45 m       | 3000       | drei Äste und kleine Bäume abgebrochen | [ 27 ]                                    |
| EF0 | O von Fountain City bis Bethel                 | Wayne                                                                           | IN     | 39° 57′ 36″ N, 84° 52′ 48″ W                  | 2157–2205  | 5,23 km   | 27 m       | 150.000    | Mehrere Nebengebäude wurden zerstört und Scheunen beschädigt. Bevor der Tornado sich auflöste, traf er Bethel, wo Schornstein einstürzte und das Dach an einer Kirche beschädigt wurde. | [ 28 ]                                    |
| EF4 | NNO von Sardis, MS bis NO von Selmer, TN       | Tate (MS), Marshall (MS), Benton (MS), Tippah (MS), Hardeman (TN), McNairy (TN) | MS, TN | 34° 35′ 44″ N, 89° 42′ 20″ W                  | 2210–2325  | 120,85 km | 1200 m     | 10.922.000 | 9 Tote – siehe Abschnitt zu diesem Tornado | [ 29 ] [ 30 ] [ 31 ] [ 32 ] [ 33 ] [ 34 ] |
| EF0 | O von Arcanum                                  | Darke                                                                           | OH     | 39° 59′ 24″ N, 84° 31′ 12″ W                  | 2212–2215  | 0,05 km   | 18 m       | 6000       | Der kurzlebige Tornado deckte das Dach eines großen Metallbaus ab. | [ 35 ]                                    |
| EF1 | SW von Sciota bis S von Roseville              | McDonough, Warren                                                               | IL     | 40° 32′ 21″ N , 90° 47′ 0″ W 40.5391 -90.7834 | 2215–2230  | 17,2 km   | 45 m       | 0          | Nebengebäude wurden zerstört, einige Bäume brachen. | [ 36 ] [ 37 ]                             |
| EF0 | WSW von Reynolds bis O von Andalusia           | Mercer, Rock Island                                                             | IL     | 41° 18′ 55″ N, 90° 46′ 23″ W                  | 2234–2238  | 3,62 km   | 45 m       | 0          | Mehrere Bäume und Baumäste brachen ab. | [ 38 ] [ 39 ]                             |
| EF1 | Hiawatha                                       | Linn                                                                            | IA     | 42° 3′ 3″ N, 91° 43′ 19″ W                    | 2234–2238  | 3,62 km   | 45 m       | 0          | Bei etwa 12 Gebäuden wurden Dächer und Fassaden beschädigt. Bäume entwurzelt oder abgebrochen. | [ 40 ]                                    |
| EF1 | SW von Jackson                                 | Madison                                                                         | TN     | 35° 33′ 18″ N, 89° 4′ 22″ W                   | 2243–2244  | 1,95 km   | 45 m       | 25.000     | Mehrere Häuser, Scheunen und Nebengebäude wurden beschädigt. | [ 41 ]                                    |
| EF1 | Canton                                         | Wayne                                                                           | MI     | 42° 19′ 48″ N, 83° 27′ 43″ W                  | 2343–2346  | 3,15 km   | 90 m       | 500.000    | Der Tornado warf in Wohngebieten Bäume um und riss Äste herunter. Er verursachte wesentlichen Schaden an Gebäuden und Fahrzeugen in einem Industriepark und riss das Metalldach einer Tankstelle herunter. Bei dem Tornado handelte es sich um den einzigen bekannten Tornado, der in einem Dezember in Michigan beobachtet wurde. | [ 42 ]                                    |
| EF1 | NW von Luxemburg                               | Dubuque                                                                         | IA     | 42° 36′ 30″ N, 91° 5′ 55″ W                   | 2338–2340  | 1,8 km    | 23 m       | 0          | Bäume und Nebengebäude auf zwei Farmen wurden beschädigt. | [ 43 ]                                    |
| EF1 | W von Booneville                               | Prentiss                                                                        | MS     | 34° 39′ 44″ N, 88° 41′ 11″ W                  | 0016–0020  | 6,32 km   | 75 m       | 100.000    | Mehrere Mobile Homes wurden beschädigt oder zerstört, Bäume wurden entwurzelt und ein Haus von seinem Fundament verschoben. | [ 44 ]                                    |
| EF2 | SSO von Linden bis SW von Centerville          | Perry, Hickman                                                                  | TN     | 35° 33′ 0″ N, 87° 48′ 52″ W                   | 0017–0032  | 24,01 km  | 450 m      | 2.000.000  | 2 Tote – zahlreiche Scheunen, Ställe und Nebengebäude wurden zerstört, außerdem ein kleines unverankertes Wohnhaus am U.S. Highway 412 (hier kam es zu den fatalen Opfern). Im Perry County wurde Backsteingebäude stark und mehrere weitere Wohnhäuser wurden im Hickman County beschädigt. Außerdem wurden entlang des Tornadopfades hunderte von Bäumen umgerissen. | [ 45 ] [ 46 ]                             |
| EF3 | SW von Lutts bis SW von Mount Pleasant         | Wayne, Lawrence, Maury, Lewis                                                   | TN     | 35° 8′ 7″ N, 87° 57′ 54″ W                    | 0055–0152  | 77,86 km  | 730 m      | 5.210.000  | Ein starker Tornado zog durch Lutts, machte das Postamt dem Erdboden gleich, zerstörte eine Kirche und wehte mehrere nicht verankerte Häuser von ihren Fundamenten. Der Tornado bewegte sich nördlich von Collinwood und überquerte die Kreuzung von U.S. Highway 64 und dem Natchez Trace Parkway, wo ein Nebengebäude und das Dach eines Mobilhomes zerstört wurde. Im Lawrence County wurde ein weiteres Haus von seinem Fundament geblasen und mehrere weitere Häuser wurden abgedeckt oder wurden schwer beschädigt. Im Maury County wurde eine Scheune zerstört. Entlang des Zugpfades wurden tausende von Bäumen umgerissen und sieben Personen verletzt, davon vier in Lutts und drei in einem Haus im Lawrence County. | [ 47 ] [ 48 ] [ 49 ] [ 50 ]               |
| EF2 | N von Waterloo, AL bis WNW von Cypress Inn, TN | Lauderdale (AL), Wayne (TN)                                                     | AL, TN | 34° 57′ 14″ N, 88° 4′ 23″ W                   | 0100–0117  | 23,93 km  | 370 m      | >100.000   | Im Lauderdale County wurden große Teile der Dächer von zwei Häusern und einer Kirche abgedeckt und ein weiteres Haus wurde leicht beschädigt. Zahlreiche Bäume wurden umgerissen. Im Wayne County zerstörte der Tornado ein Haus und riss dutzende weiterer Bäume um, bevor er sich vom Grund erhob. Durch den Tornado wurde im Lauderdale County eine Person verletzt. | [ 51 ] [ 52 ]                             |
| EF1 | S von Butler                                   | Pendleton                                                                       | KY     | 38° 43′ 0″ N, 84° 22′ 16″ W                   | 0111–0116  | 6,04 km   | 400 m      | 120.000    | Ein verankertes Mobile Home wurde umgeworfen, eine Scheune wurde zerstört und drei weitere beschädigt, von denen eine abgedeckt wurde. Ein Wohnmobil wurde drei bis fünf Meter hoch über eine Baumgruppe gehoben, stürzte dann zu Boden und wurde zerstört. Schwere Bestandteile eines Pferdestall wurden 45 m weit mitgerissen. Ein Haus wurde teilweise abgedeckt und zwei weitere Gebäude wurden strukturell beschädigt. Zahlreiche Bäume entlang des Pfades wurden umgeworfen und zwei Personen erlitten Verletzungen. | [ 53 ]                                    |
| EF2 | OSO von Alexandria bis SO von Lancaster        | DeKalb, Smith                                                                   | TN     | 36° 3′ 41″ N, 85° 58′ 15″ W                   | 0414–0424  | 13,47 km  | 230 m      | 400.000    | Dächer von drei Häusern und einer Blockhütte wurden leicht beschädigt, zwei Scheunen wurden stark beschädigt und eine Garage und ein kleiner Schuppen wurden zerstört. Ein anderes Haus wurde abgedeckt und zwei Wände im zweiten Stock weggerissen, ebenso zwei Außenveranden und ein Carport. Zahlreiche Bäume an Pfad des Tornado, der den Smith Fork Creek zwischen Temperance Hall und Lancaster siebenmal kreuzte, wurden entwurzelt. | [ 54 ] [ 55 ]                             |
| EF0 | Parkersburg                                    | Wood                                                                            | WV     | 39° 14′ 51″ N, 81° 35′ 48″ W                  | 0425–0426  | 0,29 km   | 23 m       | 100.000    | Ein kurzer Tornado verursachte in Parkersburg Schäden an den Dächern verschiedener Gebäude, das Dach einer alten Kirche wurde vollständig abgedeckt. | [ 56 ]                                    |

### Ereignis vom 24. Dezember
| EF# | Ort             | County / Parish | S  | Koordinate Beginn            | Zeit (UTC) | Pfadlänge | Max. Weite | Schaden | Zusammenfassung                                                                            | Beleg(e) |
| --- | --------------- | --------------- | -- | ---------------------------- | ---------- | --------- | ---------- | ------- | ------------------------------------------------------------------------------------------ | -------- |
| EF0 | O von Comer     | Barbour         | AL | 32° 1′ 37″ N, 85° 20′ 20″ W  | 0941–0948  | 5,8 km    | 90 m       | 0       | Mehrere Bäume entlang des U.S. Highway 82 wurden umgerissen.                               | [ 57 ]   |
| EF0 | WNW von Clayton | Barbour         | AL | 31° 52′ 58″ N, 85° 35′ 30″ W | 1034–1040  | 5,09 km   | 114 m      | 0       | Zwei Scheunen wurden beschädigt und zahlreiche Bäume umgerissen.                           | [ 58 ]   |
| EF0 | SW von Culloden | Upson County    | GA | 32° 49′ 16″ N, 84° 8′ 3″ W   | 1829–1830  | 0,32 km   | 75 m       | 15.000  | Mehrere Bäume wurden zerbrochen oder umgerissen und ein kleiner Schuppen wurde beschädigt. | [ 59 ]   |

### Ereignis vom 25. Dezember
| EF# | Ort              | County / Parish | S  | Koordinate Beginn            | Zeit (UTC) | Pfadlänge | Max. Weite | Schaden | Zusammenfassung | Beleg(e) |
| --- | ---------------- | --------------- | -- | ---------------------------- | ---------- | --------- | ---------- | ------- | --- | -------- |
| EF1 | Shelbyville      | Bedford         | TN | 35° 29′ 42″ N, 86° 24′ 36″ W | 1313–1319  | 0,77 km   | 70 m       | 50.000  | Zwei große Abschnitte des Daches einer Fabrik wurden abgerissen, Kieselsteine des Flachdaches wurden in alle Richtungen geschleudert, wodurch mehrere Fahrzeuge beschädigt wurden. Sechs leere Auflieger wurden herum- und übereinandergeschleudert. An einem anderen Fabrikgebäude wurden Fenster und Türen herausgerissen und ein Carport wurde beschädigt. An anderen Stellen wurden Gebäude wurden ein großer Baum entwurzelt und einige Metallschilder wurden heruntergerissen. | [ 60 ]   |
| EF0 | SO von Coaling   | Tuscaloosa      | AL | 33° 6′ 23″ N, 87° 20′ 50″ W  | 2129–2142  | 8,01 km   | 170 m      | 0       | Der schwache Tornado warf ein paar Dutzend Bäume um. | [ 61 ]   |
| EF0 | SO von Pineville | Smith           | MS | 32° 6′ 19″ N, 89° 22′ 36″ W  | 2151–2152  | 1,19 km   | 45 m       | 12.600  | Ein Hühnerhaus wurde beschädigt und mehrere Bäume wurden umgerissen. | [ 62 ]   |
| EF2 | S von Midfield   | Jefferson       | AL | 33° 26′ 36″ N, 86° 54′ 49″ W | 2255–2259  | 1,42 km   | 120 m      | 0       | Ein kurzer aber starker Tornado am oberen Ende der Stufe EF2 wirkte sich auf Wohngebiete im Südwesten von Birmingham aus. Etwa 50 Häuser wurden unterschiedlich stark beschädigt, doch 15 von ihnen wurden unbewohnbar. Zwei der Häuser wurden dem Erdboden gleichgemacht. Ein Fahrzeug wurde durch einen 6 cm × 12 cm starken Balken aufgespießt. Entlang des Zugpfades wurden zahlreiche Bäume zerbrochen und entwurzelt. Zwei Personen wurden verletzt.                           | [ 63 ]   |

### Holly Springs/Ashland, Mississippi–Selmer, Tennessee

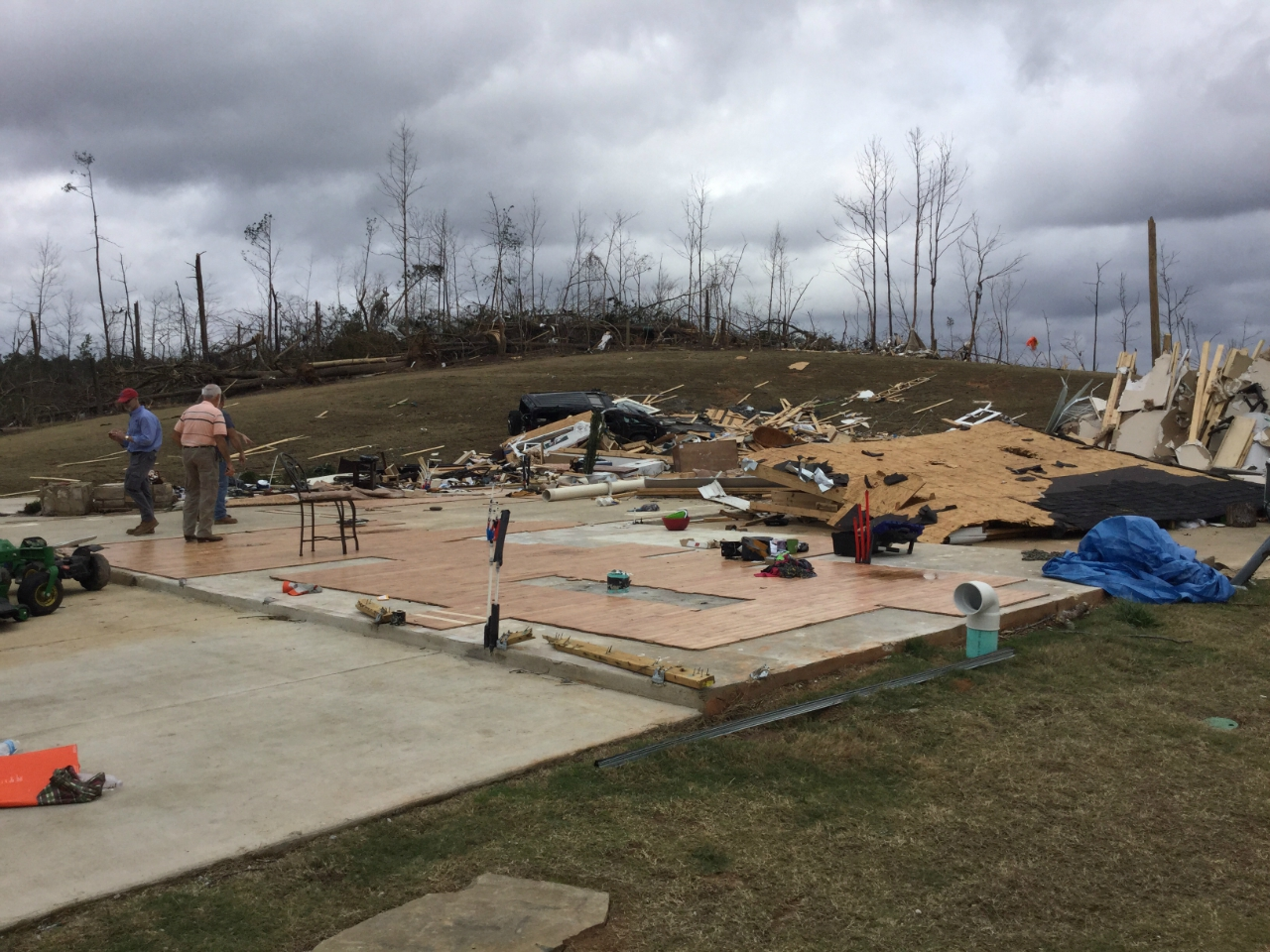
EF4-Schäden an einem großen Wohnhaus bei Canaan, MS

Dieser starke und tödliche „wedge tornado“ – so nennen Sturmjäger informell einen Tornado, dessen Durchmesser größer ist, als die Entfernung zwischen Boden und Wolke – bekam Bodenkontakt im Tate County, Mississippi, südwestlich von Holly Springs und verursachte zunächst nur Baumschäden der Kategorie EF0. Der Tornado intensivierte sich rasch und erreichte die Kategorie EF3, als er in das Marshall County gelangte, wo er mehrere Mobile Homes umkippte und mehrere nicht ausreichend verankerte Blockhäuser von ihren Fundamenten wehte. Ein Zwölfjähriger wurde vom Wind hundert Meter weit weggetragen, als das Mobile Home, in welchem er sich aufhielt, vom Wind zerfetzt wurde. Der Tornado zog weiter in Richtung Holly Springs, wo er am oberen Ende der Kategorie EF3 eine Kirche dem Erdboden gleichmachte. Bei aus Backsteinen gebauten Häusern der Gegend wurden die Dächer abgedeckt und teilweise gaben die Außenwände nach.
Der Tornado wirkte sich dann auf den südlichen Rand der Stadt aus, wo er starke Schäden an einer Motorsportanlage verursachte, zahlreiche Laubbäume zerbrach sowie Häuser zerstörte. Zwei Personen wurden in Holly Springs getötet und mehrere weitere wurden verletzt. Der Tornado intensivierte sich weiter, als er ins Benton County gelangt und Ashland nordöstlich passierte, wo er die obere Grenze der EF-3-Kategorie erreichte, wo er mehrere schlecht verankerte Häuser in Holzrahmenbauweise dem Erdboden gleichmachte, den Belag einer Straße aufwirbelte, Fahrzeuge herumwirbelte und bis zur Unkenntlichkeit beschädigte und mehrere Personen tötete. Ein unverankertes Haus wurde zusammen mit seinem Unterbau davon geblasen, ohne Spuren zu hinterlassen. Bäume in der Gegend wurden entastet und das Dach einer Backsteinkirche wurde abgedeckt.
Auf seinem weiteren Weg nach Nordosten erreichte der Tornado die Kategorie EF4 und gelangte nach Canaan. Hier entwurzelte er Bäume. Weiterhin wurde ein großes Wohnhaus wurde fast völlig dem Erdboden gleichgemacht und ein Großteil der Trümmer davongeweht. Zwei weitere Häuser in diesem Gebiet wurden in EF2-Stärke beschädigt. Der Tornado setzte seinen Weg ins Tippah County in EF3-Stärke fort und zerstörte bei Walnut mehrere Häuser und ein Lagerhaus in Metallbauweise. Der Tornado behielt die EF3-Stärke bei, als er die Bundesstaatsgrenze nach Tennessee hinein ins Hardeman County überquerte und Middleton passierte, wobei er mehrere Häuser beschädigte. Auf seinem weiteren Weg im McNairy County zerstörte der Tornado mehrere weitere Gebäude am südlichen Rand von Selmer, bevor er sich auflöste. Auf seinem Zugweg wurden durch die Auswirkungen des Tornado neun Personen getötet und zahlreiche weitere verletzt.

## Belege
1. 1 2 3  Storm Prediction Center: SPC Filtered Storm Reports for 12/23/15. National Oceanic and Atmospheric Administration, abgerufen am 2. Juni 2017 (englisch).
2. ↑  EF-1 tornado confirmed; Michigan’s first December tornado since records began. MLive, 24. Dezember 2015, abgerufen am 2. Juni 2017 (englisch).
3. ↑  Reuters: Southern states clean up after storms kill at least 10. In: The Weather Network. 24. Dezember 2015, abgerufen am 25. Dezember 2015 (englisch).
4. ↑  Boy Among 7 Dead, 40 Injured in Tornado and Severe Storm Outbreak. ABC News, abgerufen am 24. Dezember 2015 (englisch).
5. ↑  Particularly Dangerous Situation Tornado Watch Issued: Outbreak of Severe Weather Underway in the South, Ohio Valley. weather.com, 23. Dezember 2015, abgerufen am 23. Dezember 2015 (englisch).
6. ↑  6 dead, state of emergency declared after severe weather. In: The Tennessean. 23. Dezember 2015, abgerufen am 25. Dezember 2015 (englisch).
7. 1 2 3 4 5  National Weather Service: NWS Damage Assessment Toolkit. National Oceanic and Atmospheric Administration, abgerufen am 31. Dezember 2015 (englisch).
8. ↑  South Carolina Event Report: EF0 Tornado. National Centers for Environmental Information, 2016, abgerufen am 26. Oktober 2017 (englisch).
9. ↑  National Weather Service Weather Forecast Office in Little Rock, Arkansas: Arkansas Event Report: EF1 Tornado. National Centers for Environmental Information, 2016, abgerufen am 26. Oktober 2017 (englisch).
10. ↑  National Weather Service Weather Forecast Office in Paducah, Kentucky: Missouri Event Report: EF1 Tornado. National Centers for Environmental Information, 2016, abgerufen am 26. Oktober 2017 (englisch).
11. ↑  National Weather Service Weather Forecast Office in Paducah, Kentucky: Missouri Event Report: EF1 Tornado. National Centers for Environmental Information, 2016, abgerufen am 26. Oktober 2017 (englisch).
12. ↑  National Weather Service Weather Forecast Office in Paducah, Kentucky: Missouri Event Report: EF1 Tornado. National Centers for Environmental Information, 2016, abgerufen am 27. Oktober 2017 (englisch).
13. ↑  National Weather Service Weather Forecast Office in Paducah, Kentucky: Illinois Event Report: EF0 Tornado. National Centers for Environmental Information, 2016, abgerufen am 27. Oktober 2017 (englisch).
14. ↑  National Weather Service Weather Forecast Office in Paducah, Kentucky: Illinois Event Report: EF1 Tornado. National Centers for Environmental Information, 2016, abgerufen am 27. Oktober 2017 (englisch).
15. ↑  National Weather Service Weather Forecast Office in Paducah, Kentucky: Illinois Event Report: EF1 Tornado. National Centers for Environmental Information, 2016, abgerufen am 27. Oktober 2017 (englisch).
16. ↑  National Weather Service Weather Forecast Office in Paducah, Kentucky: Illinois Event Report: EF1 Tornado. National Centers for Environmental Information, 2016, abgerufen am 27. Oktober 2017 (englisch).
17. ↑  National Weather Service Weather Forecast Office in Paducah, Kentucky: Illinois Event Report: EF1 Tornado. National Centers for Environmental Information, 2016, abgerufen am 27. Oktober 2017 (englisch).
18. ↑  National Weather Service Weather Forecast Office in Indianapolis, Indiana: Indiana Event Report: EF1 Tornado. National Centers for Environmental Information, 2016, abgerufen am 27. Oktober 2017 (englisch).
19. ↑  National Weather Service Weather Forecast Office in Jackson, Mississippi: Mississippi Event Report: EF1 Tornado. National Centers for Environmental Information, 2016, abgerufen am 27. Oktober 2017 (englisch).
20. ↑  National Weather Service Weather Forecast Office in Memphis, Tennessee: Mississippi Event Report: EF3 Tornado. National Centers for Environmental Information, 2016, abgerufen am 27. Oktober 2017 (englisch).
21. ↑  National Weather Service Weather Forecast Office in Memphis, Tennessee: Mississippi Event Report: EF3 Tornado. National Centers for Environmental Information, 2016, abgerufen am 27. Oktober 2017 (englisch).
22. ↑  National Weather Service Weather Forecast Office in Memphis, Tennessee: Mississippi Event Report: EF3 Tornado. National Centers for Environmental Information, 2016, abgerufen am 27. Oktober 2017 (englisch).
23. ↑  National Weather Service Weather Forecast Office in Indianapolis, Indiana: Indiana Event Report: EF1 Tornado. National Centers for Environmental Information, 2016, abgerufen am 27. Oktober 2017 (englisch).
24. ↑  National Weather Service Weather Forecast Office in Memphis, Tennessee: Arkansas Event Report: EF2 Tornado. National Centers for Environmental Information, 2016, abgerufen am 27. Oktober 2017 (englisch).
25. ↑  National Weather Service Weather Forecast Office in Indianapolis, Indiana: Indiana Event Report: EF1 Tornado. National Centers for Environmental Information, 2016, abgerufen am 27. Oktober 2017 (englisch).
26. ↑  National Weather Service Weather Forecast Office in Indianapolis, Indiana: Indiana Event Report: EF1 Tornado. National Centers for Environmental Information, 2016, abgerufen am 27. Oktober 2017 (englisch).
27. ↑  National Weather Service Weather Forecast Office in Paducah, Kentucky: Indiana Event Report: EF0 Tornado. National Centers for Environmental Information, 2016, abgerufen am 27. Oktober 2017 (englisch).
28. ↑  National Weather Service Weather Forecast Office in Wilmington, Ohio: Indiana Event Report: EF0 Tornado. National Centers for Environmental Information, 2016, abgerufen am 27. Oktober 2017 (englisch).
29. ↑  National Weather Service Weather Forecast Office in Paducah, Kentucky: Mississippi Event Report: EF4 Tornado. National Centers for Environmental Information, 2016, abgerufen am 27. Oktober 2017 (englisch).
30. ↑  National Weather Service Weather Forecast Office in Paducah, Kentucky: Mississippi Event Report: EF4 Tornado. National Centers for Environmental Information, 2016, abgerufen am 27. Oktober 2017 (englisch).
31. ↑  National Weather Service Weather Forecast Office in Paducah, Kentucky: Mississippi Event Report: EF4 Tornado. National Centers for Environmental Information, 2016, abgerufen am 27. Oktober 2017 (englisch).
32. ↑  National Weather Service Weather Forecast Office in Paducah, Kentucky: Mississippi Event Report: EF4 Tornado. National Centers for Environmental Information, 2016, abgerufen am 27. Oktober 2017 (englisch).
33. ↑  National Weather Service Weather Forecast Office in Paducah, Kentucky: Mississippi Event Report: EF4 Tornado. National Centers for Environmental Information, 2016, abgerufen am 27. Oktober 2017 (englisch).
34. ↑  National Weather Service Weather Forecast Office in Paducah, Kentucky: Mississippi Event Report: EF4 Tornado. National Centers for Environmental Information, 2016, abgerufen am 27. Oktober 2017 (englisch).
35. ↑  National Weather Service Weather Forecast Office in Paducah, Kentucky: Ohio Event Report: EF0 Tornado. National Centers for Environmental Information, 2016, abgerufen am 27. Oktober 2017 (englisch).
36. ↑  National Weather Service Weather Forecast Office in Paducah, Kentucky: Illinois Event Report: EF1 Tornado. National Centers for Environmental Information, 2016, abgerufen am 27. Oktober 2017 (englisch).
37. ↑  National Weather Service Weather Forecast Office in Paducah, Kentucky: Illinois Event Report: EF1 Tornado. National Centers for Environmental Information, 2016, abgerufen am 27. Oktober 2017 (englisch).
38. ↑  National Weather Service Weather Forecast Office in Paducah, Kentucky: Illinois Event Report: EF0 Tornado. National Centers for Environmental Information, 2016, abgerufen am 27. Oktober 2017 (englisch).
39. ↑  National Weather Service Weather Forecast Office in Paducah, Kentucky: Illinois Event Report: EF0 Tornado. National Centers for Environmental Information, 2016, abgerufen am 27. Oktober 2017 (englisch).
40. ↑  National Weather Service Weather Forecast Office in Paducah, Kentucky: Iowa Event Report: EF1 Tornado. National Centers for Environmental Information, 2016, abgerufen am 27. Oktober 2017 (englisch).
41. ↑  National Weather Service Weather Forecast Office in Paducah, Kentucky: Tennessee Event Report: EF1 Tornado. National Centers for Environmental Information, 2016, abgerufen am 27. Oktober 2017 (englisch).
42. ↑  National Weather Service Weather Forecast Office in Paducah, Kentucky: Michigan Event Report: EF1 Tornado. National Centers for Environmental Information, 2016, abgerufen am 27. Oktober 2017 (englisch).
43. ↑  National Weather Service Weather Forecast Office in Paducah, Kentucky: Iowa Event Report: EF1 Tornado. National Centers for Environmental Information, 2016, abgerufen am 27. Oktober 2017 (englisch).
44. ↑  National Weather Service Weather Forecast Office in Paducah, Kentucky: Mississippi Event Report: EF1 Tornado. National Centers for Environmental Information, 2016, abgerufen am 27. Oktober 2017 (englisch).
45. ↑  National Weather Service Weather Forecast Office in Paducah, Kentucky: Tennessee Event Report: EF2 Tornado. National Centers for Environmental Information, 2016, abgerufen am 27. Oktober 2017 (englisch).
46. ↑  National Weather Service Weather Forecast Office in Paducah, Kentucky: Tennessee Event Report: EF1 Tornado. National Centers for Environmental Information, 2016, abgerufen am 27. Oktober 2017 (englisch).
47. ↑  National Weather Service Weather Forecast Office in Paducah, Kentucky: Tennessee Event Report: EF3 Tornado. National Centers for Environmental Information, 2016, abgerufen am 27. Oktober 2017 (englisch).
48. ↑  National Weather Service Weather Forecast Office in Paducah, Kentucky: Tennessee Event Report: EF2 Tornado. National Centers for Environmental Information, 2016, abgerufen am 27. Oktober 2017 (englisch).
49. ↑  National Weather Service Weather Forecast Office in Paducah, Kentucky: Tennessee Event Report: EF1 Tornado. National Centers for Environmental Information, 2016, abgerufen am 27. Oktober 2017 (englisch).
50. ↑  National Weather Service Weather Forecast Office in Paducah, Kentucky: Tennessee Event Report: EF1 Tornado. National Centers for Environmental Information, 2016, abgerufen am 27. Oktober 2017 (englisch).
51. ↑  National Weather Service Weather Forecast Office in Paducah, Kentucky: Alabama Event Report: EF2 Tornado. National Centers for Environmental Information, 2016, abgerufen am 27. Oktober 2017 (englisch).
52. ↑  National Weather Service Weather Forecast Office in Paducah, Kentucky: Tennessee Event Report: EF1 Tornado. National Centers for Environmental Information, 2016, abgerufen am 27. Oktober 2017 (englisch).
53. ↑  National Weather Service Weather Forecast Office in Paducah, Kentucky: Kentucky Event Report: EF1 Tornado. National Centers for Environmental Information, 2016, abgerufen am 27. Oktober 2017 (englisch).
54. ↑  National Weather Service Weather Forecast Office in Paducah, Kentucky: Tennessee Event Report: EF1 Tornado. National Centers for Environmental Information, 2016, abgerufen am 27. Oktober 2017 (englisch).
55. ↑  National Weather Service Weather Forecast Office in Paducah, Kentucky: Tennessee Event Report: EF2 Tornado. National Centers for Environmental Information, 2016, abgerufen am 27. Oktober 2017 (englisch).
56. ↑  National Weather Service Weather Forecast Office in Paducah, Kentucky: West Virginia Event Report: EF0 Tornado. National Centers for Environmental Information, 2016, abgerufen am 27. Oktober 2017 (englisch).
57. ↑  National Weather Service Weather Forecast Office in Birmingham, Alabama: Alabama Event Report: EF0 Tornado. National Climatic Data Center, 2015, abgerufen am 27. Oktober 2017 (englisch).
58. ↑  National Weather Service Weather Forecast Office in Birmingham, Alabama: Alabama Event Report: EF0 Tornado. National Climatic Data Center, 2015, abgerufen am 27. Oktober 2017 (englisch).
59. ↑  National Weather Service Weather Forecast Office in Birmingham, Alabama: Alabama Event Report: EF0 Tornado. National Climatic Data Center, 2015, abgerufen am 27. Oktober 2017 (englisch).
60. ↑  National Weather Service Weather Forecast Office in Birmingham, Alabama: Tennessee Event Report: EF1 Tornado. National Climatic Data Center, 2015, abgerufen am 27. Oktober 2017 (englisch).
61. ↑  National Weather Service Weather Forecast Office in Birmingham, Alabama: Alabama Event Report: EF0 Tornado. National Climatic Data Center, 2015, abgerufen am 1. Mai 2016 (englisch).
62. ↑  National Weather Service Weather Forecast Office in Birmingham, Alabama: Mississippi Event Report: EF0 Tornado. National Climatic Data Center, 2015, abgerufen am 27. Oktober 2017 (englisch).
63. ↑  National Weather Service Weather Forecast Office in Birmingham, Alabama: Alabama Event Report: EF2 Tornado. National Climatic Data Center, 2015, abgerufen am 27. Oktober 2017 (englisch).
64. ↑  Was ist ein "Wedge Tornado"? Was ist ein "Rope Tornado"? In: Tornadoliste Deutschland. Thomas Säwert, abgerufen am 2. Juni 2017.
65. ↑  Lauren Squires: MEMA: 2 missing people found dead in Benton County. In: wmcactionnews5.com. WMC Action News 5, 23. Dezember 2015, abgerufen am 26. Oktober 2017 (englisch).